# Fiestas de China
Las fiestas tradicionales chinas son parte esencial de las ofrendas por las cosechas o por las oraciones. 
La fiesta china más importante es la Fiesta de Año Nuevo chino (Festival de la Primavera), que también se celebra en Corea, Vietnam, y otros países de Asia. 
Todas las fiestas tradicionales chinas se celebran de acuerdo al Calendario chino, excepto el Festival de QingMing (día de los muertos) y el Festival del Solsticio de Invierno, que ocurren en el respectivo «Jie qi» del calendario agrícola.
- Datos: Q24960084